# Menchu Álvarez del Valle
María del Carmen Álvarez del Valle, detta Menchu (Santander, 16 gennaio 1928 – Ribadesella, 27 luglio 2021), è stata una giornalista spagnola, riconosciuta come una delle voci più note della radio asturiana.

## Biografia

### Nascita
Nacque dal tipografo ed editore Eulalio Álvarez de la Fuente (1897-1983) e da Plácida del Valle y Arribas (1900-1993) a Santander nel 1928, ma dai 16 anni in poi risiedette a Oviedo. Era sorella di Flora (1921) e di María del Sol "Marisol" (1935), anch'ella pionera in ambito giornalistico.

### Carriera
Iniziò a collaborare in giovane età con Radio Asturias ed esordì nel 1947 a Radio Oviedo, per poi lavorare a La Voz del Principado, Radiocadena e alla Radio Nacional de España. "La voz del Principado" fu anche il soprannome attribuitole dagli ascoltatori. Fu coinvolta nel processo di recupero dell'asturiano iniziato negli anni '60, doppiando diversi album di poesie in tale lingua.
Dal 1974 al 1980 ricoprì la carica di presidentessa dell'Asociación de RTV de Asturias. Promosse il I⁰ Congresso Confederale della Federazione Asturiana di Radio e TV (FARTV), tenutosi a Oviedo nel 1978. Fu lei stessa autrice di programmi radiofonici quali Coser y cantar e Rumbo a la gloria e apparve in televisione con Gol y al mundial 82 sulla TVE.
Andò in pensione anticipatamente nel 1991, non apprezzando il mondo radiofonico di quel periodo. In riconoscimento alla sua carriera giornalistica, il 13 febbraio 2013 ricevette il Premio Nacional de Radio con sua sorella Marisol e nel maggio 2019 il Premio Gava Honorífico. Nel 2019 fu anche insignita del Premio d'Onore dell'Asociación Clúster de la Industria Creativa, Cultural y Audiovisual de Asturias (ACICCA).

### Ultimi anni e morte
Nel settembre 2015 venne assolta dall'accusa di insolvenza fraudolenta, del quale era stata imputata con i suoi figli.
Morì la mattina del 27 luglio 2021 nella sua casa di Ribadesella. Venne tumulata il giorno seguente al cimitero di El Carmen nel medesimo comune.

## Vita privata
Nel 1949 sposò il rappresentante della Olivetti José Luis Ortiz Velasco (1923-2005), con cui ebbe tre figli: Jesús José (1949; giornalista e padre della regina Letizia), María del Henar (1956; decoratrice di professione) e Cristina (?- 2001; governante al Parador Nacional de Cangas d'Onís).

## Premi
- Antena de Oro (1979);[8]
- Antena de Oro a la Trayectoria Profesional (2004);[8]
- Premio Nacional de Radio (2013);[8]
- Premio Gava Honorífico (2019);[8]
- Premio d'Onore dell'Asociación Clúster de la Industria Creativa, Cultural y Audiovisual de Asturias (2019);[2]
- Microfono d'onore dell'Asociación Profesional Española de Informadores de Prensa, Radio y Televisión;[4]
- Coppa al Merito Radiofonico del Consejo Superior de Relaciones Públicas de España.[4]